# 温瑟·麦凯
泽纳斯·温瑟·麦凯（英語：Zenas Winsor McCay，约1867–71或1869年9月26日—1934年7月26日）是一位美国漫画家和动画师。他因动画短片《小尼莫》（1905-14；1924-26）和动画电影《恐龙葛蒂》（1914）而知名。出于合同的原因，他利用笔名希拉斯创作动画短片《罗彼特·芬德的梦》。
年轻时，麦凯是位创作迅速，多产且技巧上灵活的艺术家。透过制作海报和为一角钱博物馆表演，他踏上了职业生涯道路，于1898年开始为报纸和杂志绘制插图。1903年，他加入《纽约先驱报》，创作出《小萨米打喷嚏》和《罗彼特·芬德的梦》等深受人们喜欢的动画短片。1905年，他的亲笔签名短片《小尼莫》首次登场，这部新艺术运动风格的奇幻短片描绘了一位小男孩和他的冒险梦。短片证明麦凯强大的画面感和对色彩和线性透视的掌握。麦凯利用连环画版面的基本要素做实验，设计并量好版面尺寸，以扩大冲击力，加强叙事技巧。麦凯还创作了许多详细的政治漫画，也是家喻户晓的杂技巡演粉笔会谈表演者。
麦凯还是动画先驱。1911年到1921年间他自掏腰包创作了十部动画电影，其中一些只保留片段。前三部在他的杂耍表演中亮相，其中《恐龙葛蒂》是保留互动节目，麦凯登场给一位受过训练的恐龙下指令。1915年，麦凯和他的助手为了创作他最雄心勃勃的电影《卢西塔尼亚号的沉没》（1918），花了22个月。电影是针对1918年卢西塔尼亚号被德国鱼雷击沉事件的爱国娱乐作品。卢西塔尼亚没能享受到跟早期的电影一样多的商业成功，麦凯后来的电影也只吸引到很少的关注。自从他自1911年来的老板威廉·赫斯特希望他把自己的精力投入到政治漫画中，他的动画、杂耍和漫画作品逐渐减少。
在他的绘画作品中，麦凯大胆夸张的使用线性透视，特别是在细节架构和都市风景上。他利用大量精美的剖面线，让他的政治漫画富有质感，将色彩作为《小尼莫》的中心要素。他的漫画作品影响到几代漫画家和插画家。麦凯动画的自然主义、平滑度和尺度等技术水准，在20世纪30年代华特·迪士尼故事片登场前无人能及。他还是补间动画的先驱，注册商标、循环和其他动画技术的使用均成为标准。

## 生平

### 早年
麦凯的父亲罗伯特·麦凯（Maude Leonore McCay）和母亲珍妮特是农民，两人于1866年1月8日结婚。麦凯的出生记录没能保存到现在。他在1910年接受采访时声称他出生于1869年，他的墓碑也刻着这一年。晚年，他告诉朋友他于1871年9月26日生于密歇根州春湖乡，他们便将这一消息发表在一本杂志上。1870-1880年谢根州人口普查记录记载着一个名叫泽纳斯·W·麦凯（Robert McKay）的加拿大人，他于1867年出生。从中没能找到加拿大人的出生记录，1893年5月春湖的一场大火也许毁掉了他可能存在的所有美国人出生记录。《纽约先驱论坛报》刊登他的讣告时写着：“甚至连麦凯先生也不知道他的确切年纪”。
麦凯育有一子一女：1868年出生的亚瑟和1876年出生的梅。两人都生于密歇根州。罗伯托曾在美国企业家泽纳斯·G·温莎（Zenas G. Winsor）门下当卡车司机，于1870年5月攒够钱买下一块土地。1879年到1881年他开了一家杂货店。1885年，举家迁往密歇根斯坦顿，扩充了他持有的土地。他与1887年搬到加拿大的弟弟休（Hugh）在房地产业大展宏图。
1905年，罗伯托还成了一名公证人，定居于密歇根州埃德莫爾 (密歇根州)，自那时起将他的姓氏拼写从“McKay”改为“McCay”。他的儿子曾谈到这个改变的故事。
提出麦凯的中间名温瑟，大家都想到是他。年纪小小，麦凯就显露出画画的天赋。据家人回忆，麦凯第一幅画是画春湖遭遇几场火灾袭击后的景象，当时他拿起一根钉，就着窗玻璃刻下火场的样貌。之后沉迷于绘画，所见之物手到擒来，年纪轻轻就能拿捏到细节和准确性。就算是从没画过的东西，他都能凭记忆准确画出，称之为“记忆速写”。然而父亲不太重视儿子的艺术天赋，让他去密歇根州伊普西兰蒂的克利里商学院读书。然而麦凯经常翘课，还吹嘘自己搭火车去底特律，到奇幻乐园（Wonderland）和角钱博物馆伊甸园展露绘画技能，给人画肖像画，一张25美分，自己拿一半。
随着自身关注度与日俱增，麦凯的绘画天赋也获得越来越多的关注。东密歇根大学的地理和绘画教授约翰·古迪逊（John Goodison）提出私下里给麦凯上美术课，麦凯欣然接受。课程非常实用，强调运用观察能力学习几何透视画法。曾当过花窗玻璃绘画师的古迪逊影响了麦凯对色彩的应用。麦凯学会在黑板上练习速写，获得艺术家前辈的赞赏。

### 1889-1903年：职业生涯早期
1889年，麦凯时不时和朋友芒特·图弗斯（Mort Touvers）前往芝加哥，之后在当地生活了两年。麦凯与同住一寄宿公寓的画家朱尔斯·盖林交流艺术技巧，为国家油画雕刻公司（National Printing and Engraving Company）创作了许多油画海报和宣传册子。

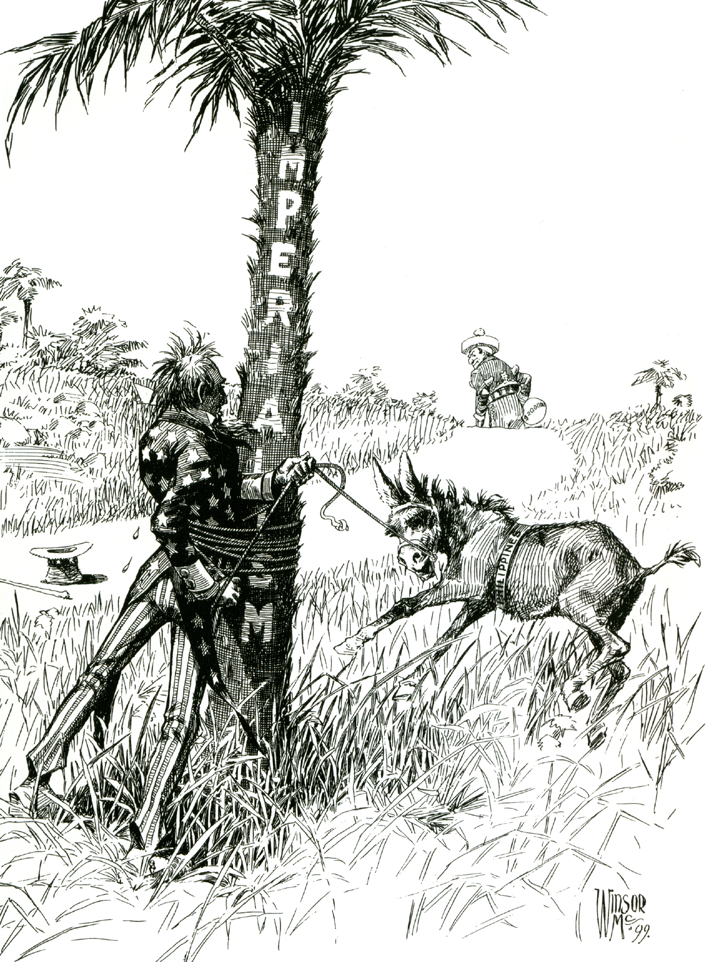
麦凯职业生涯早期创作的社论漫画（1899年）。

1891年，麦凯搬到辛辛那提，为美分博物馆创作大量作品，晚上住在工作单位附近的寄宿公寓。其中有九年时间为科尔与米德尔顿角钱博物馆（Kohl & Middleton Dime Museum）创作海报等广告，还有藤街的赫克与艾佛利家庭剧院（Heck and Avery's Family Theater ，1896年）、艾佛利新角钱博物馆（Avery's New Dime Museum，1898年）和威尔·S·赫克世界大观与剧院（Will S. Heck's Wonder World and Theater，1899年）。1896年，发明家托马斯·爱迪生的维泰放映机在博物馆演示，这或许是麦凯第一次接触电影这种新型媒介。他还给莫顿教授的平版印刷公司工作。麦凯快速准确画画的能力吸引大众关注，经常在公众面前画油画。
在科尔与米德尔顿博物馆的第一年，麦凯画画的时候被莫德·利奥诺尔·杜福尔吸引住，当时杜福尔和妹妹前来观展。麦凯冲进工作间，换上一套定制的西装，在14岁的莫德面前介绍自己。不久后，两人私奔到肯塔基州卡温顿。
麦凯又开始为《辛辛那提商业论坛报》工作，在美术间主管约瑟夫·亚历山大（Joseph Alexander）的教导下，学习用沾水笔画画。1898年，麦凯全职为报社工作。他在为报纸创作的许多绘画中大胆运用透视法，展示细线法功力。不久后当自由职业者，兼为幽默杂志《生活》画画。
1900年，麦凯加入薪水更高的《辛辛那提问询报》，产出海量作品，同时兼任报道工作，成为艺术部主管。在新艺术运动风格影响下，麦凯开始用粗细线条表示深度，在笔下人物的周围使用粗线条，以此作为作品的一大标志。

### 1903-1911年：连环画

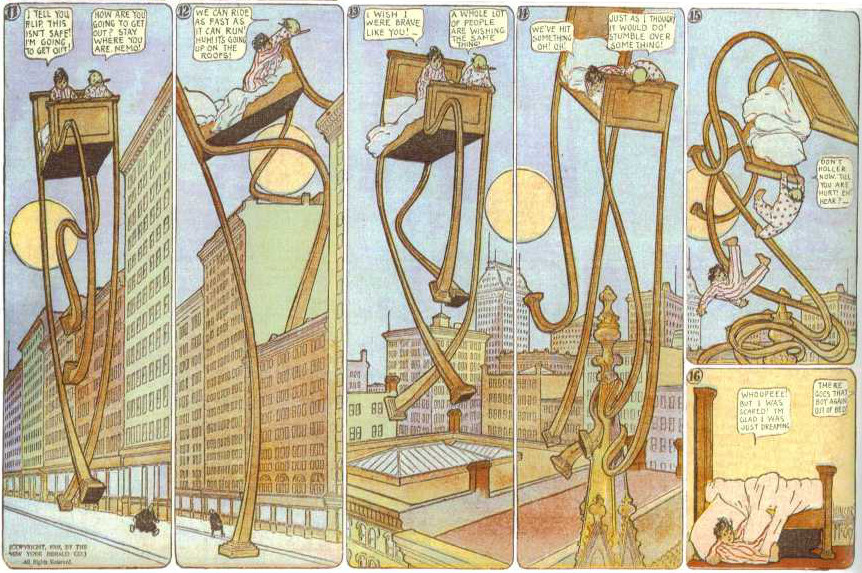
尼莫带床散步。载于1908年7月26日发行的《小尼莫》。

1903年1月到11月，麦凯为《问询报》创作乔治·伦道夫·切斯特诗歌《费利克斯·菲德尔丛林小鬼传说》（A Tale of the Jungle Imps by Felix Fiddle）的首发改编漫画。最后两期付梓前，麦凯搬到纽约，为小詹姆斯·戈登·本内特的《纽约先锋报》工作，最初画插画及社论漫画，与在报社创作《克星布朗》的漫画先驱理查德·奥特考特合作。两人后来爆发矛盾，使得奥特考特离开《先锋报》，回到老东家威廉·赫斯特的《纽约新闻报》。
麦凯的首部连载漫画《好好先生》（Mr. Goodenough）1904年1月21日在《晚间电报》首发。漫画主要内容为久坐不动的亿万富翁想方设法动起来，结果令人尴尬不已。麦凯首部以儿童为主角的漫画《妹妹的漂亮小妹妹》（Sister's Little Sister's Beau）以4月发布，仅一期；首部有色漫画《Phurious Phinish of Phoolish Philipe's Phunny Phrolics》5月亮相《先锋报》周末副刊。

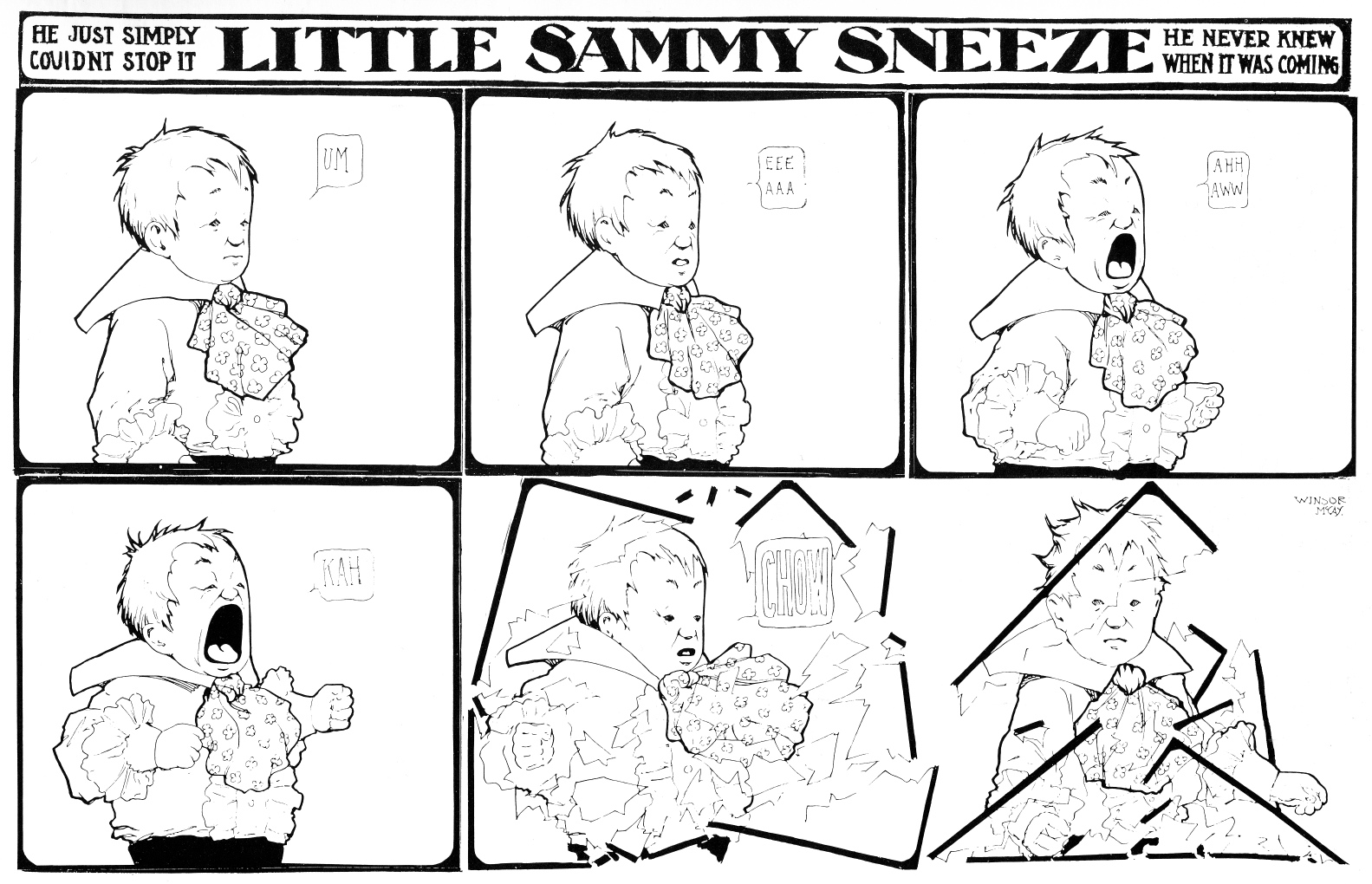
《小萨米打喷嚏》，1905年9月24日发行。

麦凯首部广为人知的连环画是《小萨米打喷嚏》。漫画以逐格形式展示小男孩萨米打喷嚏造成灾难性后果，招来别人惩罚，或是被受影响的人追。作品于1904年7月首发，1906年12月结束。
麦凯连载时间最长的漫画《罗彼特·芬德的梦》1904年9月亮相《晚间电报》，面向成人读者，无常设角色。作品中的角色会做有趣或时不时吓人的梦，最终在最后一格醒来，咒骂前天晚上吃的威爾士乾酪害他们做梦。《罗彼特·芬德的梦》大获好评，之后在1905年由出版商弗雷德里克·A·斯托克斯发行单行本。作品还被埃德温·斯坦顿·波特改编成电影，但为舞台打造“喜剧歌剧或音乐盛会”的计划未能成行。根据《晚间电报》（Evening Telegram）的合约，麦凯不得在作品中使用真名，故在《罗彼特·芬德的梦》中以笔名“希拉斯”（Silas）做署名。
1905年，麦凯夫妇搬到纽约曼哈顿，住址靠近《先驱报》办公室，而在这之前，他住在长岛的滨海度假村羊头湾。从羊头湾通勤到《先驱报》办公室需要一个小时，尽管如此，夫妇俩还是觉得这个地方适合小孩成长。他们住过很多地方，最终在沃希斯大道1901号（1901 Voorhies Avenue）的三层民房中定居，这也是麦凯余生的居所。随着自身名气不断积累，雇主批准他更为频繁地在家里的工作室上班。

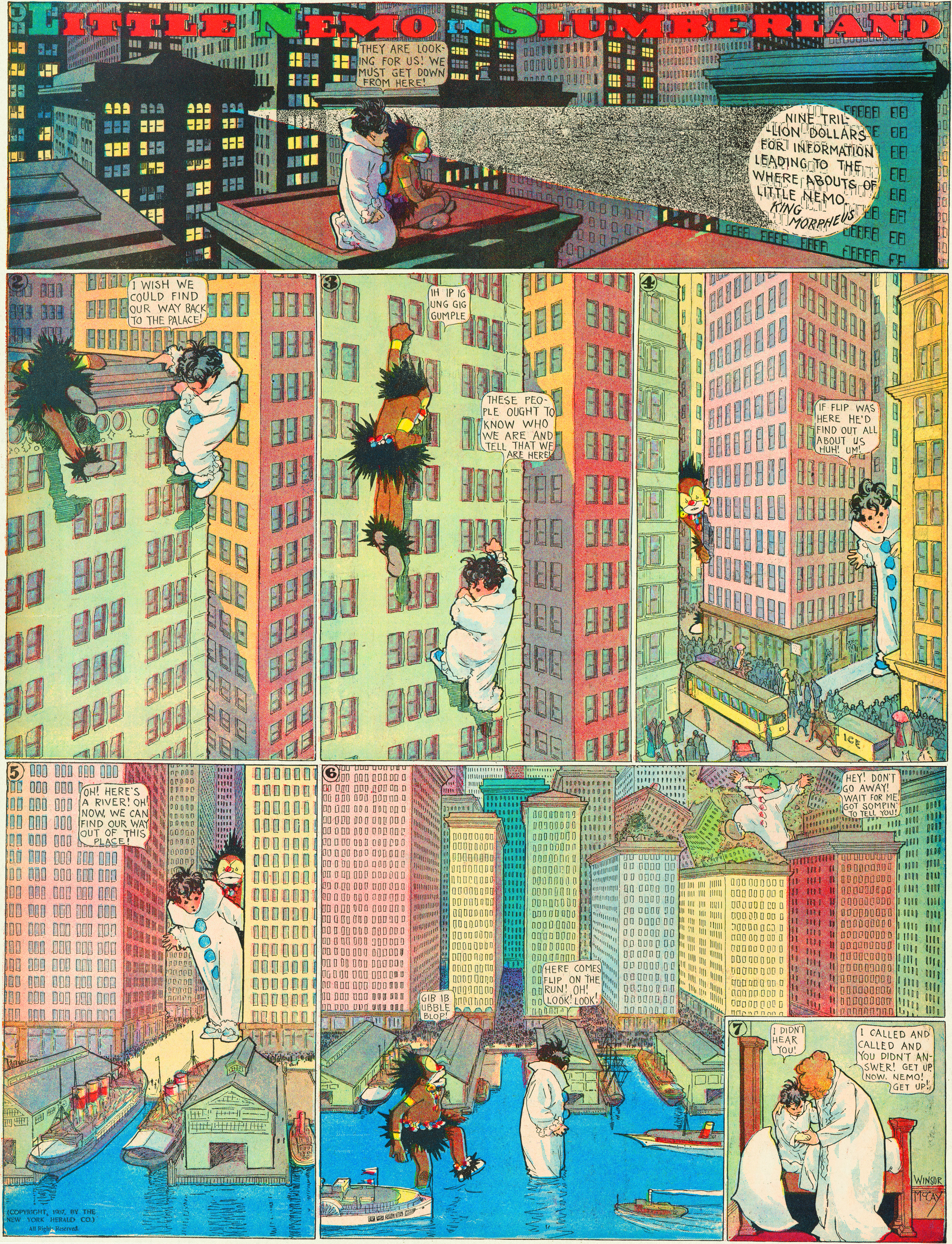
麦凯最为成功的连载漫画《小尼莫》，1907年9月9日出版

每天制作插画及社论漫画的同时，麦凯又在1905年启动了三部连载漫画。1月，他启动《饥饿的亨丽埃塔的故事》（The Story of Hungry Henrietta），当中主人公每个礼拜明显变老，不断强迫自己进食，以此取代渴望从父母那里得到的爱。另一部署名希拉斯的《晚间电报》连载漫画《邦尼先生的朝圣之路》（A Pilgrim's Progress by Mister Bunion）于1905年6月首发，1909年5月结束。每期故事讲述邦尼先生想方设法摆脱贴有“Dull Care”标签的手提箱。
麦凯从《罗彼特·芬德的梦》中获得灵感，想到取悦小读者的主意，1905年10月在《先驱报》首发全页周日漫画《小尼莫在斯林伯兰》。该作品被誉为麦凯的杰作，讲述小主人公每个礼拜做着美好的梦，直至最后醒来。小尼莫的原型是麦凯的儿子罗伯特。麦凯还试验了漫画版的许多正式概念，创造性运用时间和节奏、画格的大小和形状、视觉、建筑及其他细节。当时《先驱报》的彩色印刷质量是所有报纸中最高的，采用本戴点处理，同时麦凯精心调配色彩方案，让打印机精准呈现《小尼莫》版面的色彩。
1906年4月，经理人弗雷德里克·弗里曼·普洛克托接触麦凯，让他能在歌舞杂耍表演马戏团表演粉笔独角戏。在15分钟的表演中，麦凯伴随着现场乐队演奏《罗彼特·芬德的梦》的歌曲，为现场观众绘制25幅简笔画，每周赚到500美金。在《人的七个时期》表演中，他用两张脸展示人类容颜的衰老过程。麦凯的首场粉笔演出是在1906年6月11日，当时演员W·C·菲尔德斯也前来助兴。广受好评之下，麦凯于1907年展开巡回演出，同时趁着在酒店客房或后台的工夫赶制漫画及插画。

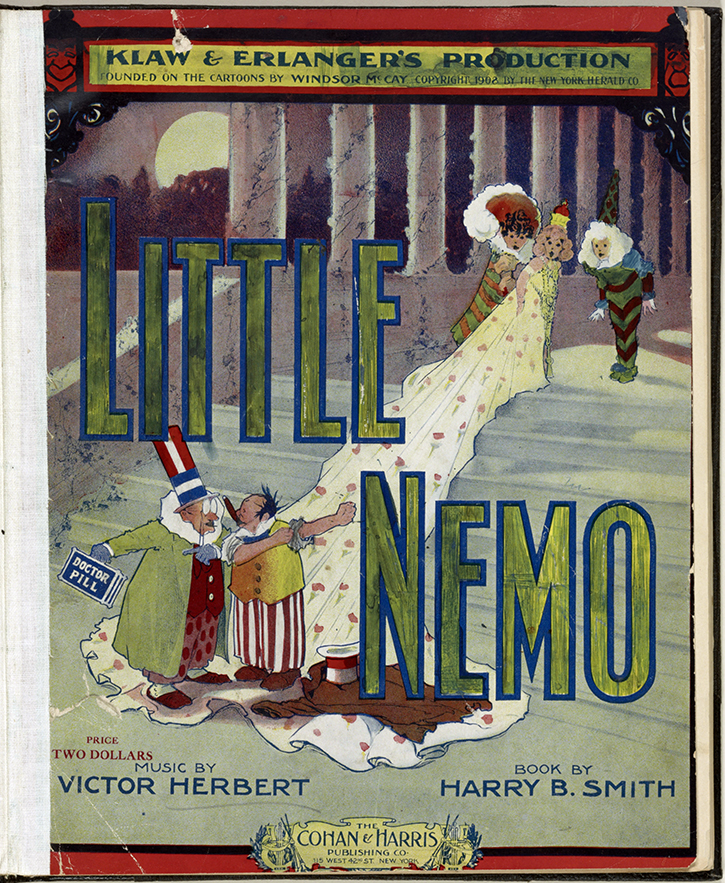
1907年《小尼莫》音乐舞台剧的宣传海报。演出成本贵得离谱。

将《小尼莫》改编成舞台剧的计划早在1905年出现，但历经多次尝试都没有成功。1907年中，马库斯·克劳和A·L.·埃尔兰根宣布以10万美元的高昂成本制作《小尼莫》演出，由维克多·赫伯特配乐、哈里·B·史密斯作词，侏儒加布里埃尔·威格尔（Gabriel Weigel）扮演尼莫、约瑟夫·考索恩扮演菲尔医生、比利·B·范扮演冒失鬼。演出巡演了两个季度，获得不俗的口碑，其中纽约站门票全部售罄。每到一个城市演出，麦凯就会奉上杂耍表演。后来基斯马戏团拒绝麦凯在没有新戏的情况下到波士顿表演，麦凯随即跳槽到威廉·莫里斯马戏团，每周加薪100美元。在几个城市的表演中，麦凯让小儿子上台表演，坐在台上的小王座上打扮成尼莫。
在即兴表演中，考索恩创造了名叫“Whiffenpoof”的神秘生物，其名称在公众中十分流行，后来成为金曲和演唱组合的名字。演出尽管非常成功，但因为缺乏投资、成本过大，最终在1910年12月结束。
在为《先驱报》创作的最后一部漫画《可怜人杰克》（Poor Jake）中，麦凯展示了自己的社会意识。故事主人公杰克是个寡言少语的工人，为剥削他的上校和斯托太太（Mrs. Stall）做着吃力不讨好的工作。漫画于1909年到1911年春连载。
1910年初，麦凯接到去欧洲表演杂耍的邀请。麦凯请求《先驱报》批准，但后来没能成行，只能留在美国东部表演，直到1917年他宣布退出。传记作家约翰·坎梅克推测麦凯去欧洲的计划是被《先驱报》毙掉了，而这件事让他日渐不满《先驱报》。也就是在这个时候，麦凯开始不信任大公司，这从《小尼莫》的故事路线中可以看出，当中小尼莫造访火星的计划被贪婪的商业巨头压下。

### 1911-1921年：动画
麦凯最满意自己的动画作品。1911年到1921年间，麦凯共完成10部动画电影，还有三部筹备中的电影。

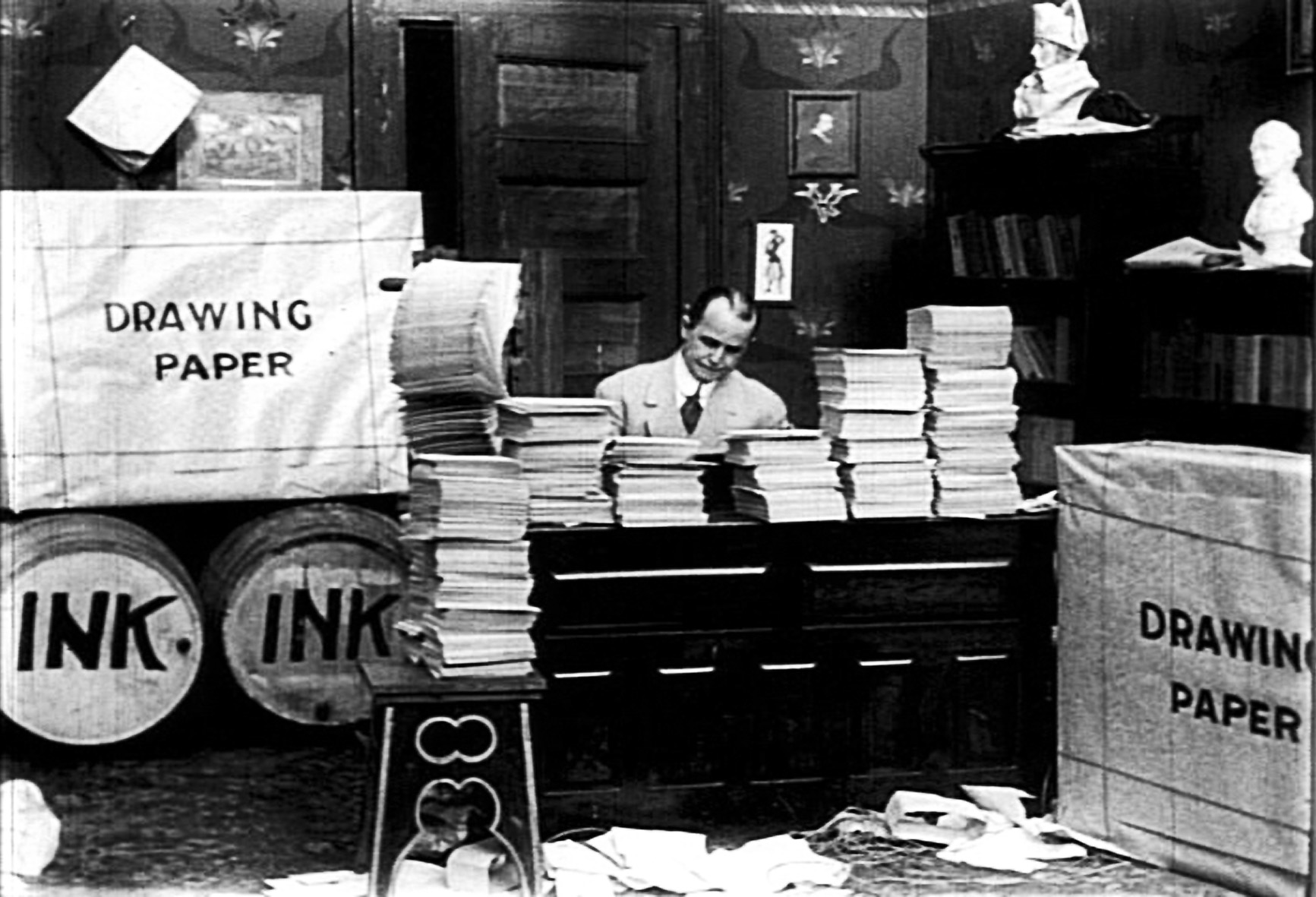
麦凯在《小尼莫》中的客串镜头。

看到儿子带回家的手翻书 ，麦凯灵机一动，“想看看能不能把自己的卡通制作成电影”。后来麦凯被誉为“动画片制作第一人”，尽管有詹姆斯·斯图尔特·布莱克顿和埃米尔·科尔等前人在先。制作第一部动画短片的时候，麦凯在米纸上画了4000幅画，以小尼莫为主角。这些画在布莱克顿的监督下，由维塔格工作室拍摄。影片开头和结尾各有实景演出场景，其中麦凯和报社的同事赌自己一个月内能让4000幅画动起来。另外还有漫画家乔治·麦克马纳斯和演员约翰·邦尼的镜头。1911年4月8日，《小尼莫》在影院上映，四天后在麦凯的杂耍表演中放映。不俗的口碑激发他手动给原本黑白的每一帧画面上色。

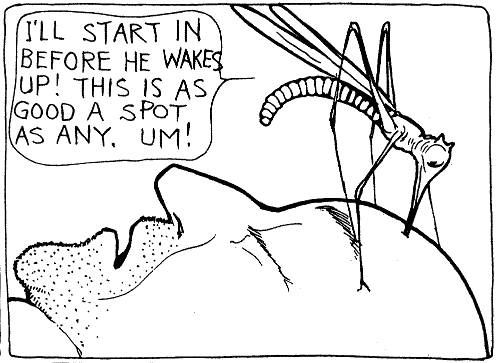
1912年上映的《蚊子是怎么生活的》改编自《罗彼特·芬德的梦》1909年6月5日期。

在金钱问题及创作自由问题的影响下，麦凯对《先驱报》愈发不满，于1911年春天跳槽到赫拉斯的《纽约新闻报》，并保留了“小尼莫”这个角色。麦凯成功告赢《先驱报》，保留角色的使用权，以此打造《梦想之地》（In the Land of Wonderful Dreams）。《先驱报》之后想找另一位漫画家继续原来的故事，但没有找到。
同年5月，麦凯开始制作下一部动画《蚊子是怎么生活的》，内容出自《罗彼特·芬德的梦》1909年6月5日期。影片讲述躺在床上的男子想尽办法让大蚊子不要吸自己的血，结果没有成功，倒是蚊子因为吸得太多爆炸了。作品立足于自然规律，蚊子没有像气球那样膨胀，而是每吸一口血肚子都会根据身体结构膨胀。影片于1912年1月完工，同年春季和夏季巡演。

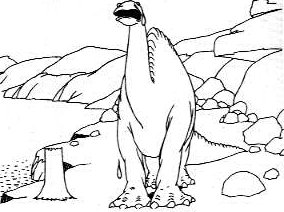
《恐龙葛蒂》（1913年）是麦凯杂耍表演的互动环节。

1914年2月，《恐龙葛蒂》在麦凯的杂耍表演中演出。麦凯在开头介绍葛蒂是“唯一一头被囚禁的恐龙”，用鞭子抽打这头动画化的野兽。葛蒂似乎听命于麦凯，向观众磕头，吃着树叶和大石头，有时也会闹脾气，被麦凯训斥的时候还会哭。为了安抚她，麦凯把口袋里的纸板苹果道具扔给她，此时屏幕也出现了苹果的动画。到了最后，麦凯走下舞台，以动画形式出现在影片中，牵着葛蒂离去。制片人威廉·福斯的“票房观察”（Box Office Attractions）买下《葛蒂》改版的发行权，在常规电影院放映。改版的前言采用实景画面，互动环节改用字幕卡展示。
《葛蒂》是麦凯第一部背景详细的动画片。麦凯先画出前景中的角色，再有美术生邻居约翰·A·菲茨西蒙斯（John A. Fitzsimmons）补上背景。麦凯开创补帧系统“麦凯分镜系统”（"McCay Split System"），先画出大概的身姿或位置，之后补上中间的帧。这样一来，作品的乏味感有所减轻，动作的卡点也会改进。麦凯拒绝给系统申请专利，结果在1914年与动画师约翰·鲁道夫·布雷打了一场官司，后者利用这一点拿麦凯的技术申请专利，包括上色参照标志的用法、追踪用纸、妙透镜动作阅览机和用来[传统动画|复印重复动作]]的图纸。麦凯起初输掉官司，后来反诉，事后从布雷手中收到授权使用这些技术的版税。

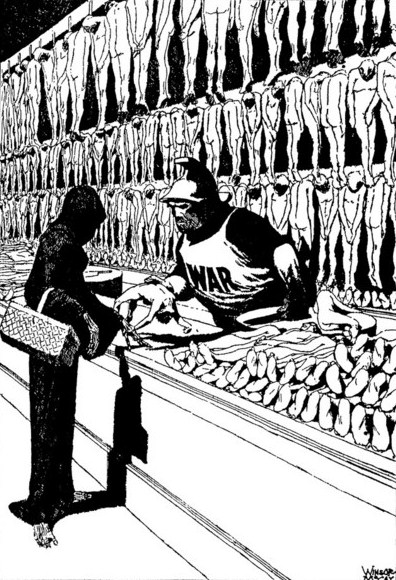
赫斯特向麦凯施压，要求他放弃漫画和报社以外的工作，专注画社论漫画。图为1917年的《他的最佳顾客》（"His Best Customer"）。

赫斯特对麦凯报纸作品的质量感到失望。麦凯有一次表演杂耍，赫斯特没有联系上他，一气之下撤下麦凯剧场表演的广告。编辑亚瑟·布里斯班跟老板说他是“严肃画家，不是漫画画家”，正计划放弃连环画作品，专注创作社论漫画。赫斯特向麦凯的经纪人施压，其他他们少给麦凯安排杂耍表演，麦凯在诱使下跟赫斯特签订合约，只能偶尔在大纽约地区表演。1917年2月，赫斯特让麦凯完全放弃杂耍及其他地方的有偿工作，偶尔批准他表演特定的节目。为了补偿损失掉的收入，麦凯给他加薪。
麦凯每天要到《美国人报》的大楼报道，和幽默作家亚瑟·“虫子”·贝尔和体育漫画家乔·麦格克（Joe McGurk）共用九楼的一个办公室，平日里负责给亚瑟·布里斯班（Arthur Brisbane）的社论做插话，布里斯班则时不时把麦凯的画连同修改说明寄回。麦凯作品的质量时不时受个人对任务主题的兴趣及生活经历影响，也受自己同不同意用插画展现个人情绪制约。例如，1914年3月，麦凯卷入正打算和丈夫离婚的兰姆金夫人（Mrs. Lambkin）的敲诈阴谋，对方说麦凯的妻子莫德觊觎着她的丈夫。考虑到麦凯的名气相当大，这样的报道很可能会在报纸上出现，兰姆金夫人和丈夫向麦凯索要1000美金封口费。麦凯不相信她的指控，并在兰姆金夫人离婚案的庭审中作证，不仅彻底粉碎了敲诈阴谋，也让两人无法离婚。
1915年12月，赫斯特成立动画制片厂国际电影服务，让手下的漫画师负责制作电影。麦凯最初也在他们的名单中，但从未亲自给制片厂创作作品，制片厂也没用过他的作品。麦凯十分满足自己的独立创作。1916年，《恐龙葛蒂》续集《卢西塔尼亚号的沉没》上映。影片不是以往的奇幻作品，而是真实详细地还原了1915年英国皇家邮轮卢西塔尼亚号被英国皇家邮轮卢西塔尼亚号沉没事件的事件。事件共造成1198人遇难，当中有128名美国人，成为美国加入第一次世界大战的导火索。
1917年10月13日，麦凯的女儿玛丽昂嫁给大18岁的军人雷蒙德·T·莫尼兹（Raymond T. Moniz），1918年7月16日生下麦凯第一个外孙雷·温沙·莫尼兹（Ray Winsor Moniz）。一战期间，莫尼兹和麦凯的儿子罗伯特受国家征召入伍。

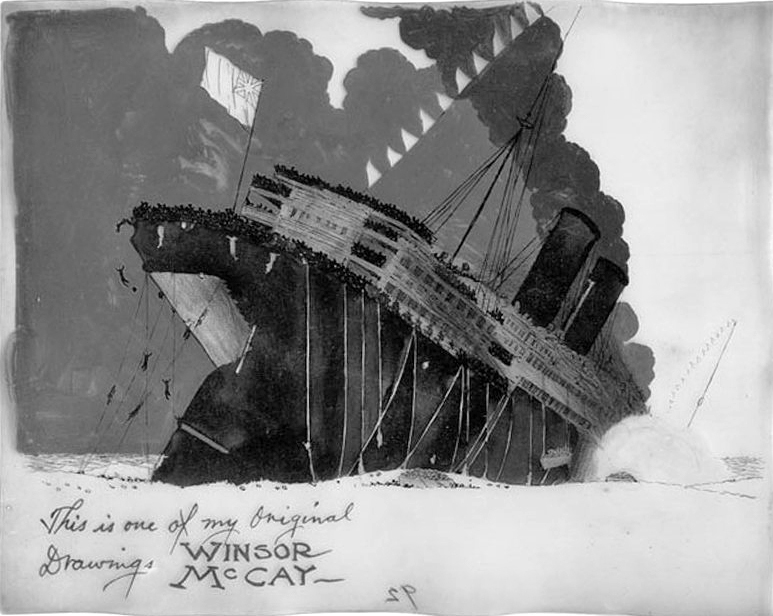
1918年的《卢西塔尼亚号的沉没》采用2.5万幅插话，耗时两年制作，是麦凯第一部賽璐珞膠片电影。

《卢西塔尼亚号》由麦凯自行出资制作，耗时近两年完成。在约翰·菲茨西蒙斯（John Fitzsimmons）和辛辛那提漫画家威廉·阿普索普·“阿普”·亚当斯（William Apthorp "Ap" Adams）的协助下，麦凯自己在家用白色和黑色的印度墨水在醋酸纤维素（又称賽璐珞膠片）上画画，是麦凯第一部赛璐珞影片。赛璐珞技术由厄尔·赫德申请专利，原理是在一层或以上的胶片描绘动态画面，之后覆盖到静态背景上，减轻动画师重复绘制静态图片的乏味感，也减少工作量。之后麦凯让维塔格工作室拍摄这些胶片。影片采用写实风格，运用了许多真人电影无法用到的戏剧化镜头角度。影片于1918年7月20日由宝珠制片（Jewel Productions）发行，宣传海报称其为“无与伦比的电影”，而影片本身也叫麦凯是“动漫电影的创始人和发明者”，因2.5张画的绘画量引人关注。然而影片没能让麦凯的投资获得大量回报，剧院上映数年的纯收益才8万美元。
麦凯此后继续用赛璐珞制作动画电影。到1921年，麦凯完成六部作品，其中三部作品未在商业渠道发行，仅剩些残片留存，包括《半人马》（The Centaurs）、《冒失鬼的马戏团》（Flip's Circus）和《葛蒂旅行记》（Gertie on Tour）。三部发行作品改编自《罗彼特·芬德的梦》，一部是讲小昆虫和其他令人毛骨悚然的爬行动物在舞台表演的《小虫杂耍》（Bug Vaudeville），一部是讲不知饱腹的生物大量繁殖、威胁着整座城市的《宠物》（The Pet，与《金刚》类似），一部是讲男子给自己的房子装上翅膀，用来躲避追债人的《会飞的房子》（The Flying House）。外界认为最后一部作品作品由麦凯的小儿子罗伯特制作，但坎梅克认为第一次尝试的动画师不可能制作出如此完美的动画。

### 1921-1934年：职业生涯后期
1921年，在哈雷斯特了解到自己创作动画的时间多过给他报纸画插画的影响下，麦凯从此放弃动画事业，留下与《丛林小鬼》画家乔治·伦道夫·切斯特的合作项目、音乐电影《农庄乐队》（The Barnyard Band）及一部讲述美国参与第一次世界大战的电影没有完成。

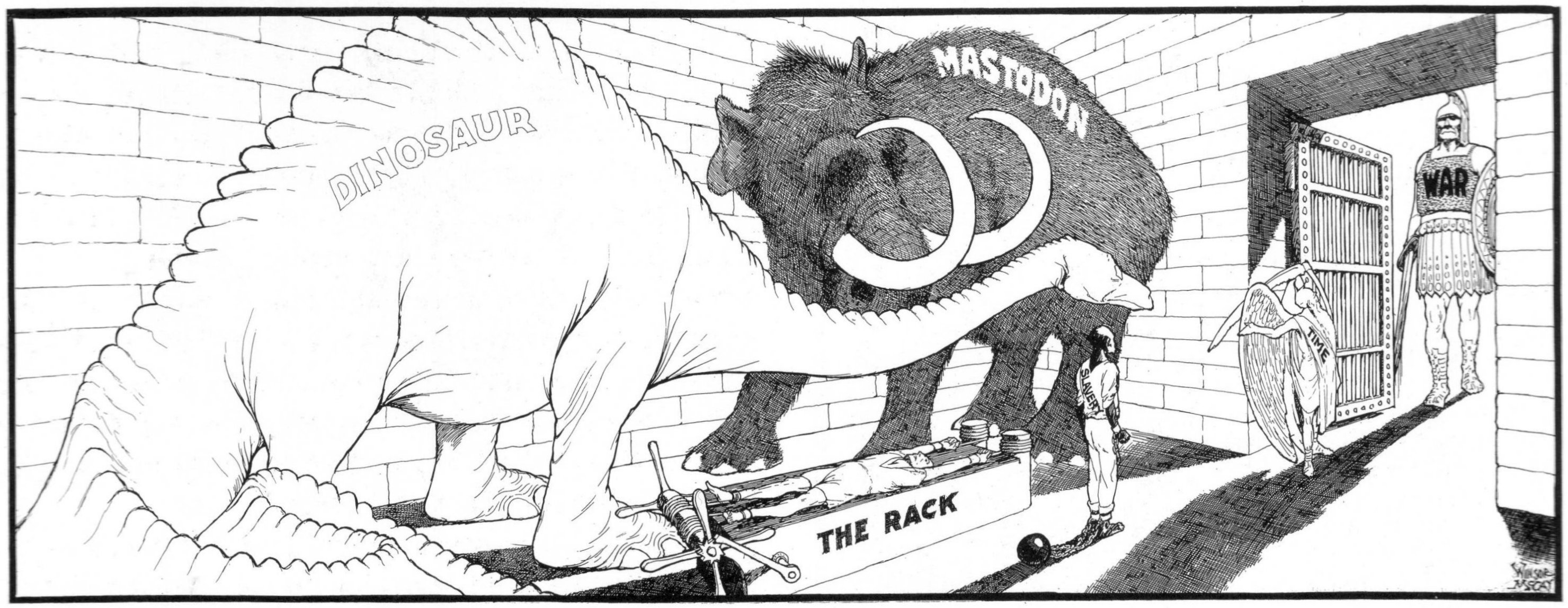
Editorial cartoon "Oblivion's Cave—Step Right In, Please" (March 19, 1922)

1921年4月9日，麦凯的儿子罗伯特与特蕾莎·“泰达”·蒙乔森（Theresa "Tedda" Munchausen）喜结连理，老父亲特地买下附近一家房子送给他们。婚后两人育有两个孩子，一个是1922年出生的珍妮特（Janet，取自奶奶的名字），一个是1928年出生的罗伯特。第一次世界大战期间，罗伯特患上爆炸性精神異常，战后画画技术大不如前。老父亲特地给他安排一些画漫画的工作，又在自己创作一些社论漫画中署上儿子的名字，给他加油打气。1924年，罗伯特以《疯狂遐想》（Rabid Reveries）之名重启《罗彼特·芬德的梦》。
1922年，麦凯重新给基斯的马戏团表演杂耍，1924年初在拳击题材电影《银色大道》中客串了报社戏份的一个角色。
1924年5月，麦凯与哈雷斯特的报社约满，未收到约定好的5000美元补偿费。随后回归《先驱论坛报》，同年8月重启《小尼莫》连载。新版展现了原来的精湛技术，但画格布局维持不变。在故事中，小尼莫扮演了更为被动的角色，剧情与旧版不连贯。由于无法吸引读者关注，新版连载于1926年12月结束。在哈雷斯特报社高管的不断游说下，麦凯于1927年重返《美国人报》，接手之前一直顶替他的梅尔·康明。眼见小尼莫的名气已大不如前，《先驱论坛报》以1美元的价格将新版的所有版权转售给麦凯。

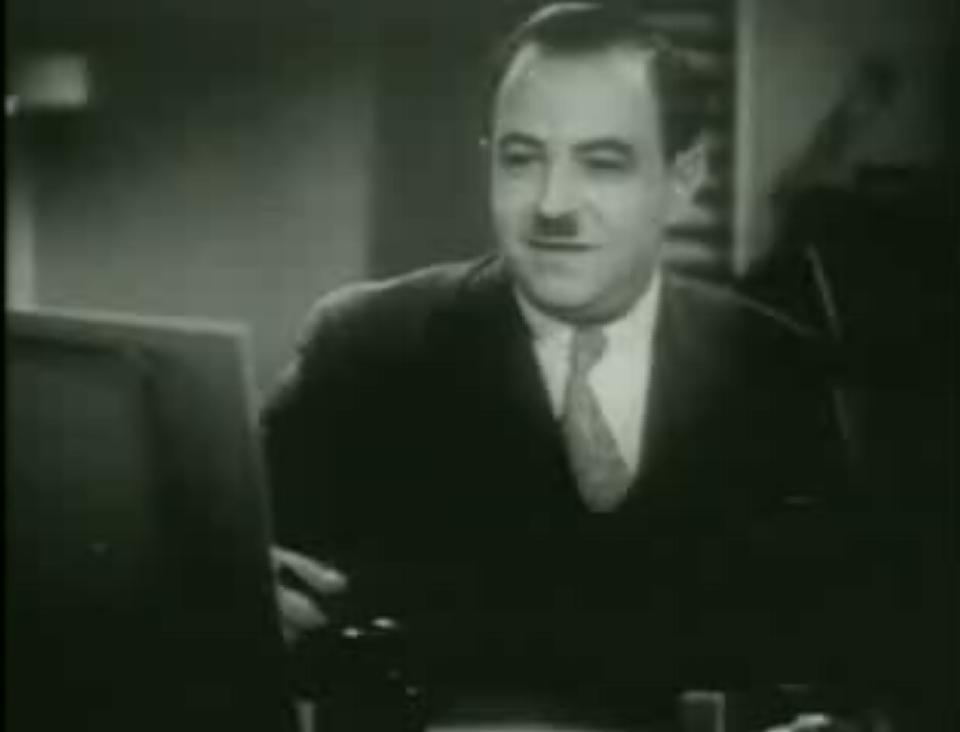
In 1927, McCay expressed his disappointment at the state of the animation industry at a dinner in his honor, where he was introduced by Max Fleischer (pictured).

1927年，麦凯到纽约出席纪念他的晚餐。酒过三巡，麦凯在他人介绍下认识了动画师马克斯·弗莱舍。面对围过来的一群动画师，麦凯给出一些技术性建议，但又觉得这些人没能提起他的兴趣，于是斥责起他们：“我一直认为，动画是一门艺术。但就我所见，你们这些人完全把他当成一门生意了。没有艺术，只剩生意，真是晦气！”9月，麦凯亮相WNAC电台的节目，11月2日接受《晚报》“女性时刻”（Woman's Hour）栏目弗兰克·克雷文专访。在两场采访中，麦凯对动画产业的现状表示不满。
1929年，美国烟草公司的一位高管找到麦凯，希望他能做一些广告，报酬会“超过他一年的薪水”。然而布里斯班拒绝了邀约，表示麦凯有约在身，不方便接外面的工作。之后这名高管闯入布里斯班的办公室，威胁着不再给《美国人报》广告费，布里斯班这才提供了一份书面授权，批准这项工作.。
1932年，在一次被麦凯称为毕生“最疯狂的旅程”中，哈雷斯特的儿子小威廉·伦道夫·赫斯特载着他以85英里每小時（137每小時）的时速闯进了林白小鹰绑架案的现场。就在两个小时前，案件才被人向警方通报，两人趁现场还没有围封前采访了聚集的警方，麦凯还画下了案发现场、工作人员、绑匪所用梯子的草图，其中梯子是他获得批准后凑上去看的。
麦凯一生几乎没有什么病痛。1934年7月26日，麦凯跟妻子说自己头痛得很厉害。令他感到害怕的是，他用来画画右手臂使不上劲了。最终麦凯失去意识，在下午晚些时候确认死亡，死时妻儿与女婿陪伴在侧，死亡原因是脑栓塞。报社同事、哈雷斯特父子、插画家协会等出席了在他家举行的共济会葬礼，之后他葬在布鲁克林常青树公墓的家族墓地中。
麦凯去世后，布里斯班聘请梅尔·康明接受。由于生活方式奢侈，麦凯留下的财产并没有周围人想的那么多。到1940年代初，莫德花光了麦凯李旭爱的遗产，卖掉了沃希斯大道的房子。1949年3月2日心脏病去世的时候，莫德与女儿和女婿生活在一起。儿子罗伯特也是肆意挥霍麦凯的遗产，而且在艺术上的造诣也远不如父亲。罗伯特曾在哈雷斯特的报社工作过一段时间，之后到迪士尼工作室面试不成功，最终在奥德堡培训辅助/特勤（Training Aids/Special Services）插画师的职务。

## 个人生活
尽管私底下拘谨内敛，麦凯是一位极具魅力的演员，擅长推销自己，而且有几段毕生维系的友谊。麦凯经常会小酌几杯，只为表达同志情怀，不为对喝酒的喜爱。除了喝酒，麦凯还抽香烟和雪茄，这让他的妻子感到懊恼。麦凯自学钢琴，非常喜欢读诗歌、戏剧和小说，欣赏威廉·巴特勒·叶芝的作品，也熟读珀西·比希·雪莱和约翰·济慈的诗歌，圣经和莎士比亚的经典名句更是张口就来。
麦凯身高近5英尺（150），几乎与妻子一样高，所以经常觉得气场被她盖过。他的妻子是加拿大法裔马车画家约翰·笛福（John Dufour）的小女儿莫德·莱奥诺尔·笛福（Maude Leonore Dufour），而笛福有两个姐姐。夫妻俩相差十年，而莫德结婚只有14岁。传记作家凯梅克认为这一点或许能解释麦凯的出生日期为何不准确，因为就算是麦凯自己也会报一个比实际上更年轻的年龄，这样一来就可以解释自己为何要娶一个十来岁的少女。而莫德很在乎年龄的事情，宁愿孙辈叫她“奶奶”（Nan）而不是“祖母”（Grandma），而且年长的时候会去染头发。和当时许多人一样，麦凯夫妇也扮演了已婚夫妻应有的传统角色：丈夫麦凯负责养家糊口，莫德负责照料家务，双方与对方家人相处融洽。

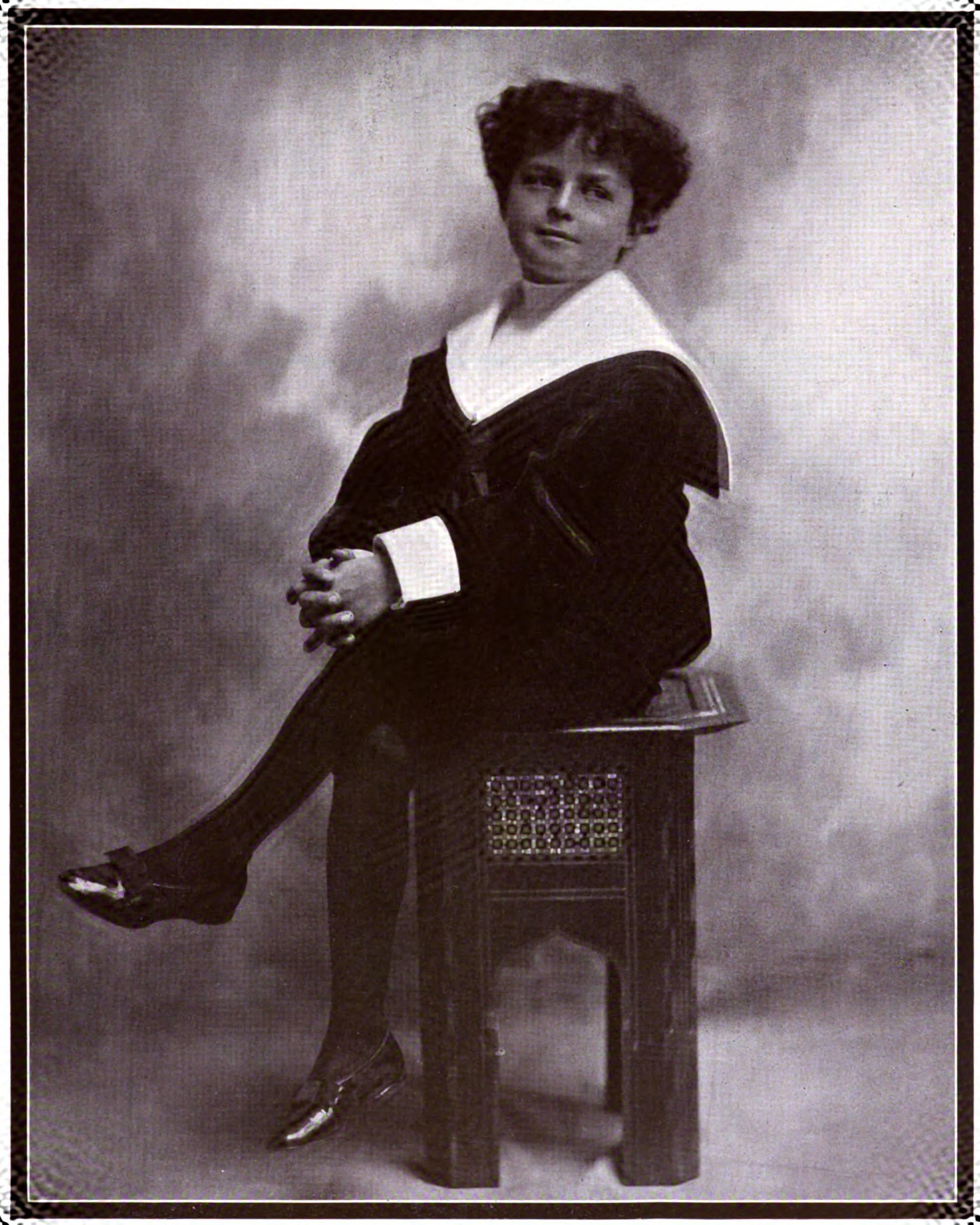
McCay's son Bob McCay, posing as Little Nemo in 1908

夫妇俩的大儿子罗伯特·温瑟于1896年6月21日出生，小女儿玛丽恩·伊丽莎白（Marion Elizabeth）于1897年8月22日出生。麦凯据说和两个孩子相处融洽，管教的事情则交由严厉的母亲负责。玛丽恩觉得母亲很霸道，认为她更爱哥哥，所以和父亲的关系更为密切，经常和他一起出现在公众场合。罗伯特崇拜父亲，日后成为了像他一样的画家，对自己成为小尼莫的原型也是非常的骄傲。
麦凯一家生活奢侈。麦凯不喜欢自己开车，于是专门雇了一个人开车，同时给自己当保镖，考虑到麦凯当时为哈雷斯特报社创作的社论漫画招来一些恐吓信；莫德则每天坐豪华轿车，与其他有钱人家的妻子在布鲁克林市区的高档商场购物。莫德经常向丈夫发牢骚，但丈夫甚少理会。
由于麦凯没有展现出明显的政治立场，外界对他是否同情自己创作的社论漫画中的观点留有争议。至于宗教信仰方面，麦凯是不可知论者，相信转世。他也是共济会成员，可能早在芝加哥的时候就已经加入。麦凯的父亲也是共济会成员，其1915年的葬礼就是完全按照共济会的仪式来办，由他加入的安大略省伍德斯托克和密歇根州埃德莫尔共济会所安排。麦凯的母亲经常来布鲁克林探望，还曾经出席《小尼莫》的费城首映礼，最终于1927年在埃德莫尔去世。大哥亚瑟于1898年3月7日入住密歇根州特拉弗斯城，1946年6月15日因支气管肺炎和动脉硬化病逝，生前家人从未过来看望。亚瑟从来没有和两个孩子说过哥哥和姐姐的事情，所以他们一直不知道。亚瑟的姐姐于1910年去世。

## 遗产
In 1937, McCay's son Robert attempted to carry on his father's legacy by reviving Little Nemo. Comic book packager Harry "A" Chesler's syndicate announced a Sunday and daily Nemo strip, credited to "Winsor McCay Jr." Robert also drew a comic book version for Chesler called Nemo in Adventureland starring grown-up versions of Nemo and the Princess. Neither project lasted long. In 1947, Robert and fabric salesman Irving Mendelsohn organized the McCay Feature Syndicate, Inc. to revive the original Nemo strip from McCay's original art, modified to fit the size of modern newspaper pages. This revival also did not last.
McCay's original artwork has been poorly preserved. McCay insisted on having his originals returned to him, and a large collection that survived him was destroyed in a fire in the late 1930s. His wife was unsure how to handle the surviving pieces, so his son took on the responsibility and moved the collection to his own house. The family sold off some of the artwork when they were in need of cash. Responsibility for it passed to Mendelsohn, then later to daughter Marion. By the early twenty-first century, most of McCay's surviving artwork remained in family hands.
McCay destroyed many of his original cans of film to create more storage space. Of what film he kept, much has not survived, as it was photographed on 35mm nitrate film, which decomposes and is highly flammable. Mendelsohn's son and a friend, both young animators, discovered the film in Mendelsohn's possession in 1947 and rescued what they could. In some cases, such as The Centaurs, only fragments could be saved. A negative and incomplete positive was discovered of Performing Animals, a film of animals playing instruments that may have been intended for McCay's vaudeville act; it was deemed unsalvageable and destroyed.
In 1966, cartoonist Woody Gelman discovered the original artwork for many Little Nemo strips at a cartoon studio where McCay's son Robert had worked. Many of the recovered originals were displayed at the Metropolitan Museum of Art under the direction of curator A. Hyatt Mayor. In 1973, Gelman published a collection of Little Nemo strips in Italy. His collection of McCay originals is preserved at the Billy Ireland Cartoon Library & Museum at Ohio State University.

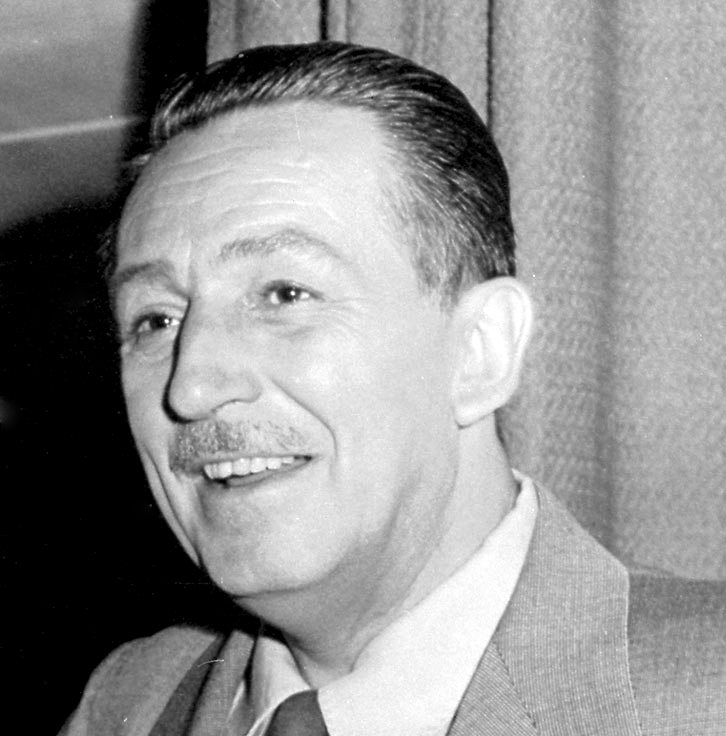
Walt Disney acknowledged his debt to McCay's example.

McCay's work, grounded solidly in his understanding of realistic perspective, presaged the techniques featured in Walt Disney's feature films. Disney paid tribute to McCay in 1955 on an episode of Disneyland. The episode, "The Story of Animated Drawing", gave a history of animation, and dramatized McCay's vaudeville act with Gertie. Robert was invited to the Disney studios as a consultant on the episode, where Disney told him, "Bob, all this should be your father's".
Animator and McCay biographer John Canemaker produced a film in 1974 called Remembering Winsor McCay, narrated by McCay's animation assistant John Fitzsimmons. Canemaker helped coordinate the first retrospective of McCay's films at the third International Animation Film Festival in 1975 in New York, which led to a film show at the Whitney Museum of American Art in winter 1975–76. Canemaker also wrote a biography in 1987 called Winsor McCay: His Life and Art. In 2005, a revised and expanded version of the biography was released, which comics scholar Jeet Heer called "far and away the most scholarly and intelligent biography ever written about an American cartoonist". Animation scholar Paul Wells stated, "McCay's influence on the history of animation cannot be understated". Film critic Richard Eder lamented that as an animation pioneer McCay was not able to reach the potential suggested by his work. Eder compared McCay to the Italian primitives of the early Renaissance, highly skilled "in the limited techniques they could command". Heer wrote that McCay's strength was in his visuals, but that his writing and characters were weak.

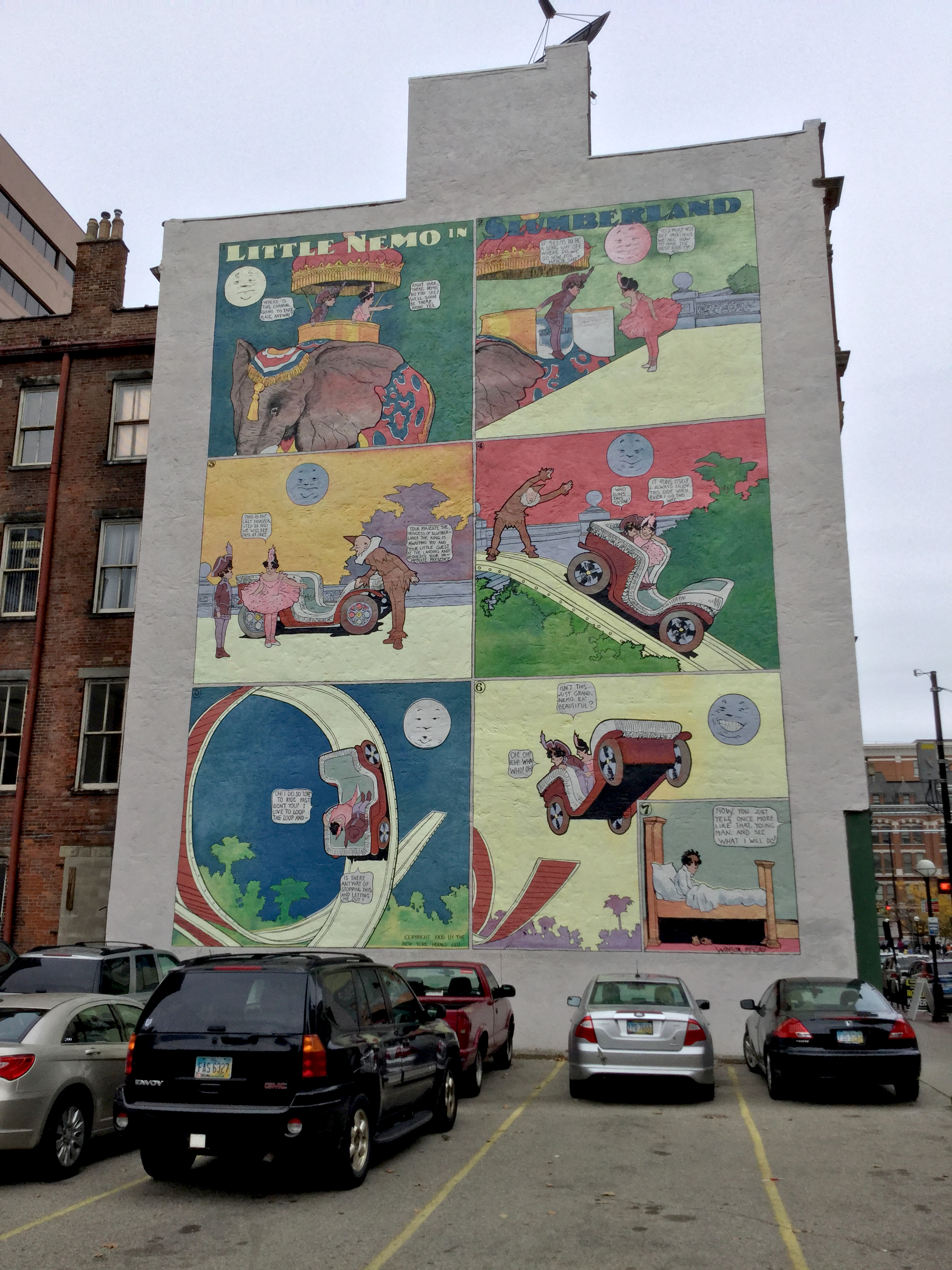
Mural of a Little Nemo in Slumberland comic in downtown Cincinnati, Ohio

Italian filmmaker Federico Fellini read Little Nemo in the children's magazine Il corriere dei piccoli, and the strip was a "powerful influence" on the filmmaker, according to Fellini biographer Peter Bondanella. Comics historian R. C. Harvey has called McCay "the first original genius of the comic strip medium" and in animation. Harvey said that McCay's contemporaries lacked the skill to continue with his innovations, so that they were left for future generations to rediscover and build upon.
McCay's work has inspired cartoonists from Carl Barks to Art Spiegelman. Robert Crumb called McCay a "genius" and one of his favorite cartoonists. Art Spiegelman's 1974 "Real Dream" strip was partially inspired by Rarebit Fiend, and his In the Shadow of No Towers in 2004 appropriated some of McCay's imagery, and included a page of Little Nemo in its appendix. Maurice Sendak's children's book In the Night Kitchen (1970) was an homage to McCay's work, as was Rick Veitch' comic book series Roarin' Rick's Rarebit Fiends (1994–96). Kim Deitch and Simon Deitch's graphic novel The Boulevard of Broken Dreams revolved around a character named Winsor Newton, based on an aged McCay. Cartoonist Berke Breathed lamented that the conditions of newspaper cartooning had devolved to such a degree since McCay's time that, had he worked later in the century, he would not have been allotted space sufficient for his expansive full-page fantasies.

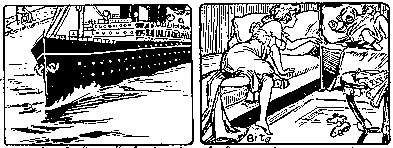
Sigmund Freud's The Interpretation of Dreams (1914) contained a comic strip by Nándor Honti that resembled McCay's work.

As Sigmund Freud's The Interpretation of Dreams first appeared in print in 1899, McCay's major dream strips work have invited speculation of a Freudian influence. "A French Nurse's Dream", a comic strip by the Hungarian artist Nándor Honti that appeared in Freud's book edition in 1914, strongly resembles the work of McCay in its theme, pacing, Art Nouveau style, and closing panel of the dreamer awakening in bed. However, the English translation of Freud's book was not published until 1913.
The Winsor McCay Award was established in 1972 to recognize individuals for lifetime or career contributions in animation, and is presented as part of the Annie Awards. The Hammer Museum in Los Angeles devoted a room to McCay's work as part of the Masters of American Comics exhibit in 2005. German publisher Taschen published a complete, boxed, full-size edition of Little Nemo in two volumes in 2014 entitled The Complete Little Nemo.
The American astronomer Roy A. Tucker named the asteroid 113461 after McCay in 2002.

## 作品

### 连环画
| 名称                                          | 首发日期   | 结束日期   | 注释                                                                            |
| --------------------------------------------- | ---------- | ---------- | ------------------------------------------------------------------------------- |
| 《费利克斯·菲德尔丛林恶魔传说》               | 1903/1/11  | 1903/11/9  | - 改编自乔治·伦道夫·切斯特诗歌                                                  |
| 《好好先生》                                  | 1904/1/21  | 1904/3/4   |                                                                                 |
| 《姐姐妹妹的小情人》                          | 1904/4/24  | 1904/4/24  |                                                                                 |
| 《福利什·菲利普的菲利斯·费尼神的房尼·房勒斯》 | 1904/5/28  | 1904/5/28  |                                                                                 |
| 《小萨米的喷嚏》                              | 1904/7/24  | 1906/12/9  |                                                                                 |
| 《罗彼特·芬德的梦》                           | 1904/9/10  | 1911/6/25  |                                                                                 |
| 《罗彼特·芬德的梦》                           | 1913/1/19  | 1913/8/3   | - 由《纽约先驱报》修复，彩印在遗留的连环画上                                    |
| 《饥饿的亨丽埃塔》                            | 1905/1/8   | 1905/7/16  |                                                                                 |
| 《布利安先生的朝圣之旅》                      | 1905/6/26  | 1909/5/4   | - 亮相于《纽约晚间电讯报》                                                      |
| 《小尼莫梦乡历险记》                          | 1905/10/15 | 1911/7/23  | - 1911–14年题为《梦幻大地上》（）                                               |
| 《小尼莫梦乡历险记》                          | 1924/8/3   | 1926/12/26 | - 麦凯回到《先驱论坛报》后重启                                                  |
| 《坏杰克》                                    | 1909       | 1911       | - 亮相于《纽约晚间电讯报》                                                      |
| 《梦幻大地上》                                | 1911/9/3   | 1914/12/26 | - 麦凯转到哈雷斯特的报纸工作后，《小尼莫》改现名                                |
| 《兔子的遐想》                                | 约1923     | 约1925     | - 《兔子恶魔的梦》重启版 - 署名“小罗伯特·温瑟·麦凯”，但广泛认为是麦凯的艺术作品 |

### 电影
| 名称                   | 年份      | 注释                                                                   | 文件 |
| ---------------------- | --------- | ---------------------------------------------------------------------- | ---- |
| 《小尼莫》             | 1911      | - 又名《温瑟·麦凯》和《温瑟·麦凯，纽约先驱晨报著名动画和他的动漫》（Winsor McCay, the Famous Cartoonist of the N.Y. Herald and His Moving Comics） |      |
| 《蚊子是怎么生活的》   | 1912      | - 又名《蚊子的故事》（The Story Of A Mosquito）                                               |      |
| 《恐龙葛蒂》           | 1914      |                                                                        |      |
| 《卢西塔尼亚号的沉没》 | 1918      |                                                                        |      |
| 《虫杂技》             | 1921      |                                                                        |      |
| 《宠物》               | 1921      |                                                                        |      |
| 《会飞的房子》         | 1921      |                                                                        |      |
| 《野蛮人》             | 1921      | - 仅残片现存                                                           |      |
| 《葛蒂的旅途》         | 约1918–21 | - 仅残片现存                                                           |      |
| 《翻转马戏团》         | 约1918–21 | - 仅残片现存                                                           |      |
| 《动物表演》           | 不详      | - 35mm硝化纤维原版下落不明                                             |      |

### 著作引用

#### 书作
- Ault, Donald; Andrae, Thomas; Gong, Stephen. . Ault, Donald  (编). . University Press of Mississippi. 2003: 91–108  [2016-06-17]. ISBN 978-1-57806-501-1. （原始内容存档于2014-01-05）.
- Barrier, Michael. . Oxford University Press. 2003. ISBN 978-0-19-516729-0.
- Beckerman, Howard. . Skyhorse Publishing. 2003. ISBN 978-1-58115-301-9.
- Bendazzi, Giannalberto. . Indiana University Press. 1994. ISBN 978-0-253-31168-9.
- Berenbaum, May R. . Harvard University Press. 2009. ISBN 978-0-674-03540-9.
- Bien, Laura. . The History Press. 2011. ISBN 978-1-60949-289-2.
- Bondanella, Peter. . Cambridge University Press. 2002. ISBN 978-0-521-57573-7.  – Questia Online Library
- Bukatman, Scott. . University of California Press. 2012. ISBN 978-0-520-95150-1.
- Canemaker, John.  Revised. Abrams Books. 2005. ISBN 978-0-8109-5941-5.
- Canwell, Bruce. Mullaney, Dean , 编. . IDW Publishing. 2009. ISBN 978-1-60010-508-1.
- Crafton, Donald. . University of Chicago Press. 1993. ISBN 9780226116679.
- Dover editors. . Dover Publications. 1973. ISBN 978-0-486-21347-7.
- Gardner, Jared. . Stanford University Press. 2012. ISBN 978-0-8047-8178-7.
- Gutjahr, Paul C.; Benton, Megan L. . University of Massachusetts Press. 2001. ISBN 978-1-55849-288-2.
- Harvey, Robert C. . University Press of Mississippi. 1994. ISBN 978-0-87805-612-5.
- Haverstock, Mary Sayre; Vance, Jeannette Mahoney; Meggitt, Brian L. . . Kent State University Press. 2000: 549  [2016-06-17]. ISBN 978-0-87338-616-6. （原始内容存档于2013-02-13）.
- Jacobowitz, Susan. . Witek, Joseph  (编). . University Press of Mississippi. 2007: 152–162  [2016-06-17]. ISBN 978-1-934110-12-6. （原始内容存档于2020-08-01）.
- Jamieson, Dave. . Atlantic Monthly Press. 2010. ISBN 978-0-8021-1939-1.
- Kundert-Gibbs, John; Kundert-Gibbs, Kristin. . John Wiley & Sons. 2009. ISBN 978-0-470-59605-0.
- Merkl, Ulrich.  (.doc). Catalog of episodes & text of the book: Ulrich Merkl. 2007. ISBN 978-3-00-020751-8. on included DVD
- Nel, Philip. . Continuum. 2005. ISBN 978-0-8264-1708-4.
- Sito, Tom. . University Press of Kentucky. 2006. ISBN 978-0-8131-2407-0.
- Stabile, Carol A.; Harrison, Mark. . Taylor & Francis. 2003. ISBN 978-0-415-28326-7.
- Telotte, J. P. . University Press of Kentucky. 2010. ISBN 978-0-8131-2586-2.
- Sabin, Roger. . Routledge. 1993. ISBN 978-0-415-04419-6.
- Smolderen, Thierry. . University Press of Mississippi. 2014. ISBN 978-1-61703-149-6.
- Taylor, Constance (编).  VI. Checker Book Publishing Group. 2005. ISBN 978-0-9753808-3-3.
- Taylor, Jeremy. . Merkl, Ulrich  (编).  (.doc). Catalog of episodes & text of the book: Ulrich Merkl. 2007: 552–561. ISBN 978-3-00-020751-8. (on included DVD)
- Waugh, Coulton. . University Press of Mississippi. 1947. ISBN 978-0-87805-499-2.
- Wells, Paul. . AVA Publishing. 2006. ISBN 978-2-940373-02-4.
- Winokur, Mark. . Kessel, Martina; Merziger, Patrick  (编). . University of Toronto Press. 2012: 52–81  [2016-06-17]. ISBN 978-1-4426-4292-8. （原始内容存档于2013-11-02）.

#### 杂志和期刊
- Heer, Jeet. . Virginia Quarterly Review (University of Virginia). 2006, 82 (2): 104–121. ISSN 2154-6932.
- McKinney, Kirsten. . International Journal of Comic Art. July 2015, 17 (1)  [2016-06-17]. （原始内容存档于2020-09-23）.
- Shannon, Edward A. . Canadian Review of American Studies. 2010, 40 (2): 187–211. ISSN 1710-114X. doi:10.3138/cras.40.2.187.
- Spencer, David R. . Journalism History. 2005, 31 (1).

#### 报纸
- Heer, Jeet. . The Boston Globe. 2006-01-08  [2012-06-25]. （原始内容存档于2006-02-27）.
- Hubbard, Amy. . Los Angeles Times. 2012-10-15  [2012-12-15]. （原始内容存档于2013-02-13）.
- . （原始内容存档于2008-05-11）.
- Syracuse Herald staff. . Syracuse Herald-Journal. 1934-07-27: 12.

#### 网络
- Dixon, Gretchen. . Reuters. 2008-07-26  [2013-11-30]. （原始内容存档于2013-12-03）.
- Fodor, Joe. . Find a Grave. 2001-01-30  [2012-12-18]. （原始内容存档于2016-08-28）.
- Grand Lodge of British Columbia and Yukon staff. . Grand Lodge of British Columbia and Yukon. 2002-01-26  [2012-12-10]. （原始内容存档于2021-03-09）.
- Heller, Steven. . AIGA. 2007-11-13  [2012-06-25]. （原始内容存档于2015-05-10）.
- Markstein, Don. . Don Markstein's Toonopedia. 2007  [2012-06-25]. （原始内容存档于2015-07-25）.
- van Opstal, Huib. . For Inspiration Only. January 2008  [2012-09-04]. （原始内容存档于2008-04-29）.
- Young, James E. . The New York Times. 2000  [2012-07-04]. （原始内容存档于2001-06-16）.

## 延伸阅读
- Bracero, Rocky. . Fashion Institute of Technology. 2008.
- Braun, Alexander. . Taschen. 2014. ISBN 978-3-8365-4511-2.
- Maltin, Leonard. . Plume Books. 1987. ISBN 0-452-25993-2.
- Marschall, Rick. . Nemo (Fantagraphics Books). April 1986, (18): 34–43.
- McCay, Winsor. Marschall, Richard , 编. . Nemo (Fantagraphics Books). 1983, (3): 34–40.
- (PDF). University Libraries New Notes (Ohio State University). 2006-06-01.